# Kleopatra II.

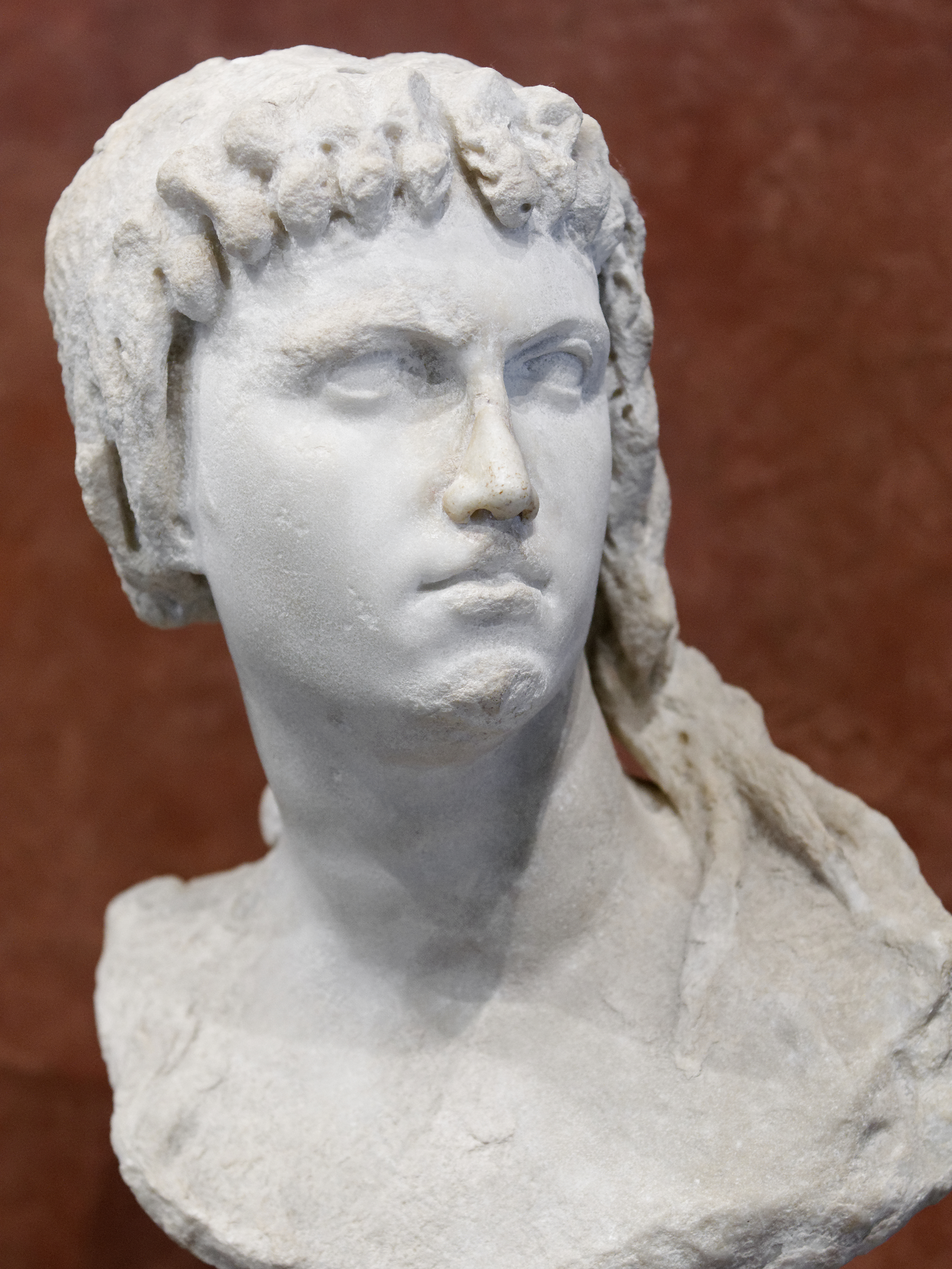
Marmorbüste der Kleopatra II. (oder III.) im Louvre

Kleopatra II. (altgriechisch Κλεοπάτρα Kleopátra; * um 185 v. Chr.; † 116 oder 115 v. Chr.) war eine ägyptische Königin aus der Dynastie der Ptolemäer. In ihrer Jugend erlebte sie den erst auf römische Intervention beendeten Einfall des seleukidischen Königs Antiochos IV. in Ägypten. Von 163 bis 145 v. Chr. regierte sie gemeinsam mit ihrem Brudergemahl Ptolemaios VI. bis zu dessen Tod. Danach heiratete sie ihren zweiten Bruder Ptolemaios VIII., der 141 v. Chr. auch ihre Tochter Kleopatra III. zur Gattin nahm und neben ihr zur zweiten Königin erhob. 132 v. Chr. zettelte sie einen Aufstand gegen ihren Bruder an, unterlag aber und musste etwa 128 v. Chr. nach Syrien flüchten. Nach einer Aussöhnung herrschte sie seit 124 v. Chr. wieder zusammen mit ihrem Bruder und ihrer Tochter über Ägypten. Nach dem Tod Ptolemaios’ VIII. (116 v. Chr.) übernahm sie mit Kleopatra III. und deren Sohn Ptolemaios IX. die Regierung, starb aber bald darauf.

## Geschwisterheirat mit Ptolemaios VI. und Rolle im Sechsten Syrischen Krieg
Kleopatra II. war die Tochter des Ptolemaios V. und seiner Gattin Kleopatra I. Nach dem Tod Ptolemaios’ V. (180 v. Chr.) übernahm die Königinwitwe Kleopatra I. die Vormundschaftsregierung für ihren ältesten Sohn Ptolemaios VI. Als sie wohl Anfang 176 v. Chr. starb, führten zwei Höflinge, der ehemalige syrische Sklave Lenaios und der Eunuch Eulaios, die Regentschaft für den unmündigen Ptolemaios VI. Bald wurde Kleopatra II. als basílissa („Königin“) bezeichnet und wohl noch vor dem 15. April 175 v. Chr. mit Ptolemaios VI. in Geschwisterehe vermählt, da für dieses Datum erstmals ihre Einbeziehung in den dynastischen Kult ihres Bruders bezeugt ist. Ihr gemeinsamer Kulttitel lautete theoí Philomḗtōres („mutterliebende Götter“).
Ohne ausreichende militärische Vorbereitung entwarfen Lenaios und Eulaios den Plan einer Wiedereroberung Koilesyriens, so dass sich seit Ende der 170er Jahre v. Chr. der Ausbruch des Sechsten Syrischen Kriegs zwischen Ägypten und dem Seleukidenreich abzeichnete. Vielleicht zur propagandistischen Unterstützung ihres Vorhabens oder als Zugeständnis an einen rivalisierenden Machtblock bei Hof ließen die beiden Reichsverweser auch Ptolemaios VIII. 170 v. Chr. an der Regierung seiner Geschwister teilnehmen. Nun waren Kleopatra II. und ihre beiden Brüder nominell gleichberechtigte Herrscher und alle drei zusammen in den Kult der theoí Philomḗtōres eingeschlossen. Das erste Jahr ihrer neuen Samtherrschaft wurde – wie aus Datierungen von Papyri ersichtlich ist – im Oktober oder November 170 v. Chr. mit dem 12. Regierungsjahr von Ptolemaios VI. gleichgesetzt. Aber bereits etwa Anfang 169 v. Chr. erfolgte die Mündigkeitserklärung Ptolemaios’ VI., der ab nun im Gegensatz zu seinen Geschwistern zumindest formell selbständig regieren konnte.
169 v. Chr. drang der Seleukidenkönig Antiochos IV. siegreich in Ägypten ein. Dieser militärische Fehlschlag für die Ptolemäer führte zum Sturz von Lenaios und Eulaios. Neue führende Persönlichkeiten wurden Komanos und Kineas, die nun Ptolemaios VI. maßgeblich berieten. Letzterer reiste nach Friedensvermittlungen zu seinem Onkel Antiochos IV. und handelte mit ihm einen Vertrag bislang unbekannten Inhalts aus. Die Alexandriner akzeptierten diese Abmachung nicht und erhoben in einem Staatsstreich Ptolemaios VIII. zum (Gegen-)König, wobei die in Alexandria verbliebene Kleopatra II. ihre Stellung als Königin behielt. Nach einem erfolglosen Angriff auf Alexandria kehrte der Seleukidenherrscher im Herbst 169 v. Chr. nach Syrien zurück, woraufhin Ptolemaios VI. sich mit Unterstützung seiner Schwestergemahlin Kleopatra II. mit seinem jüngeren Bruder (bzw. mit der hinter Ptolemaios VIII. stehenden Fraktion) aussöhnte. Damit begann erneut die Dreierregierung. Im nächsten Jahr rückte Antiochos IV. wieder gegen Alexandria vor, als sich die aufstrebende Weltmacht Rom, die gerade den Dritten Makedonisch-Römischen Krieg gewonnen hatte, in den Konflikt einschaltete. Auf das Ultimatum des Gaius Popillius Laenas musste der Seleukidenkönig im Juli 168 v. Chr. aus Ägypten abziehen.

## Herrschaft mit Ptolemaios VI.
Die Dreierherrschaft von Kleopatra II. und ihren beiden Brüdern bestand bis zum Herbst 164 v. Chr., als es zu Streitigkeiten zwischen Ptolemaios VI. und seinem jüngeren Bruder kam. Schließlich musste Ptolemaios VI. flüchten und ging nach Rom, wo er sich Unterstützung erhoffte, und anschließend nach Zypern. Auf diese Insel begab sich vielleicht auch Kleopatra II., da Zypern wohl weiterhin unter der Kontrolle Ptolemaios’ VI. stand und Ptolemaios VIII. 164/163 v. Chr. in Alexandria nach Ausweis der Papyri eine Alleinregierung ohne seine Schwester führte. Nachdem Ptolemaios VI. im Juli oder August 163 v. Chr. wieder die Herrschaft über Ägypten übernehmen konnte, überließ er seinem jüngeren Bruder Kyrene und regierte ab nun bis zu seinem Tod (145 v. Chr.) zusammen mit Kleopatra II. über das restliche Reich. Dies war die erste offizielle Gemeinschaftsregierung eines ptolemäischen Königspaares. Zur Feier des Neujahrsfestes begleitete Kleopatra II. ihren Brudergemahl anscheinend im Oktober 163 v. Chr. nach Memphis.
Gemeinsam mit ihrem Gatten begünstigte Kleopatra II. Ende der 160er Jahre v. Chr. die Ansiedlung des vertriebenen jüdischen Hohepriestersohns Onias IV. und seiner zahlreichen Anhänger in Leontopolis, wo sie auch einen Jahwe-Tempel erbauen durften. Indessen blieben Spannungen zwischen Ptolemaios VI. und seinem jüngeren Bruder nicht aus, doch konnte Ptolemaios VIII. auch nach mehreren Versuchen Zypern nicht erobern.
Kleopatra II. gebar ihrem Brudergemahl Ptolemaios VI. wenigstens vier Kinder:
- Ptolemaios Eupator (* um 166 v. Chr., † 152 v. Chr.), kurzzeitig Mitregent seines Vaters Ptolemaios VI.
- Kleopatra Thea (* um 165 v. Chr., † 121 v. Chr.), heiratete zuerst Alexander I. Balas, dann den Seleukiden Demetrios II. Nikator und schließlich dessen Bruder Antiochos VII. Sidetes
- Kleopatra III. (* um 160/155 v. Chr., † 101 v. Chr.), Gattin ihres Onkels Ptolemaios VIII.
- Ptolemaios VII. (vor 152 v. Chr.; † vermutlich 143/142 oder 130 v. Chr.), wurde von seinem Onkel Ptolemaios VIII. beseitigt.

## Machtergreifung durch Ptolemaios VIII.
Die im 20. Jahrhundert häufig vertretene Theorie, dass Kleopatra II. nach dem Tod ihres Ehemanns (etwa Anfang Juli 145 v. Chr.) kurzzeitig als Regentin für ihren Sohn Ptolemaios VII. bis zur Machtergreifung ihres Bruders Ptolemaios VIII. fungiert habe, wird von der Forschung seit Anfang der 1990er Jahre mehrheitlich für falsch gehalten. Zwar gilt es nach der Veröffentlichung eines neuen Papyrus (1997) und dessen Interpretation durch M. Chauveau (2000) als einigermaßen gesichert, dass Ptolemaios VI. bei seinem Tod – wie von mehreren antiken Autoren berichtet – einen lebenden jüngeren Sohn hinterließ, doch war dessen Einreihung als Ptolemaios VII. unter die Pharaonen aufgrund der ihm zugeschriebenen kurzen Mitregentschaft 145/144 v. Chr. wohl unrichtig.
Laut dem Historiker Iustinus riefen alexandrinische Gesandte nach dem Tod Ptolemaios’ VI. dessen jüngeren Bruder aus Kyrene herbei und boten ihm die Krone Ägyptens und die Hand seiner Schwester an. Die anscheinend von einflussreichen Hofleuten gestützte Kleopatra II. war darüber offenbar wenig erfreut. Der jüdische Geschichtsschreiber Flavius Josephus berichtet, dass die Alexandriner Krieg gegen Kleopatra II. geführt hätten, der durch die Vermittlung der jüdischen Feldherren Onias und Dositheos habe beigelegt werden können; ferner, dass Ptolemaios VIII. nach dem Tod seines älteren Bruders von Kyrene gekommen sei und Kleopatra II. und deren Söhne habe vertreiben wollen, weshalb er von dem für Kleopatra II. eintretenden Onias und dessen Truppen bekriegt worden sei. Zu diesem Zeitpunkt habe sich der römische Gesandte Lucius Minucius Thermus in Alexandria aufgehalten. Der Bericht des Iustinus widerspricht der Behauptung, dass im Zuge des Machtwechsels in Ägypten größere Kampfhandlungen ausbrachen; und nach papyrologischen Zeugnissen übernahm Ptolemaios VIII. sehr rasch, nur wenige Wochen nach dem Tod seines Bruders, in Alexandria die Herrschaft. Möglicherweise hat Josephus Ereignisse, die sich während der Machtergreifung Ptolemaios’ VIII. 145 v. Chr. abspielten, mit solchen während der Eroberung Alexandrias durch Ptolemaios VIII. 127/126 v. Chr. vermischt.
Jedenfalls kam es bald nach dem Machtwechsel zwischen den Konfliktparteien zu der Einigung, dass Ptolemaios VIII. seine Schwester Kleopatra II. ehelichte und zur offiziellen Mitherrscherin nahm (145/144 v. Chr.). Er schloss sie wohl zu dem Zeitpunkt, als er sie heiratete, auch in seinen Kult der theoí Euergétai („wohltätige Götter“) ein. In Tempelreliefs wurde sie als gleichberechtigte Herrscherin neben dem König dargestellt.
Nach Iustinus hätte Ptolemaios VIII. am Hochzeitstag mit Kleopatra II. seinen Neffen Ptolemaios VII. in den Armen von dessen Mutter umgebracht, wie er schon vorher erbarmungslos gegen dessen Unterstützer vorgegangen sei. Das oben erwähnte neu veröffentlichte Papyrus scheint aber zu belegen, dass Ptolemaios VIII. seinen Neffen anfangs als Thronerben anerkannte und frühestens 143/142 v. Chr. ermorden ließ.

## Erste Regierung mit Ptolemaios VIII. und Kleopatra III.
144 oder 143 v. Chr. gebar Kleopatra II. ihrem Brudergemahl zur Zeit von dessen Krönung in Memphis einen Sohn, der nach seinem Geburtsort Ptolemaios Memphites genannt wurde. In der zweiten Jahreshälfte 142 v. Chr. reiste das Königspaar vermutlich gemeinsam durch Oberägypten und wohnte u. a. der Gründung des Hathor-Tempels von Dendera und der Einweihung des Horus-Tempels von Edfu bei.
Zwischen Mai 141 und Jänner 140 v. Chr. nahm Ptolemaios VIII. die jüngere Tochter seiner Schwester aus deren erster Ehe, Kleopatra III., zur weiteren Gemahlin und machte sie neben ihrer Mutter zur zweiten Königin. Möglicherweise spielte bei diesem – seine Schwester sicher verletzenden – Schritt Liebe, vielleicht aber auch die Erwägung eine Rolle, dass Kleopatra II. sich bald jenseits des gebärfähigen Alters befand und daher nicht mehr für weiteren Nachwuchs zwecks besserer Sicherung der Thronfolge sorgen konnte. Vielfach wird eine Doppelehe Ptolemaios’ VIII. mit Kleopatra II. und deren Tochter angenommen, doch manche Forscher (etwa Christopher Bennett) glauben, dass der König sich vor seiner Hochzeit mit Kleopatra III. von seiner Schwester scheiden ließ. In der nunmehrigen Dreierregierung, in der Spannungen zwischen Mutter und Tochter vorhersehbar waren, erhielt Kleopatra II. in Papyrusurkunden den Beinamen adelphḗ („Schwester“), Kleopatra III. den Beinamen gynḗ („Gattin“).
Vermutlich um 140 v. Chr. gab Galaistes, der Sohn des Athamanen-Königs Amynandros, wohl im Einverständnis mit Kleopatra II. einen Knaben als angeblichen Sohn von Ptolemaios VI. und Kleopatra II. aus und beanspruchte für diesen die Krone Ägyptens. Galaistes hatte unter Ptolemaios VI. hohe Militärkommandos bekleidet, war aber bald nach der Machtübernahme Ptolemaios’ VIII. in Ungnade gefallen und hatte nach Griechenland flüchten müssen. Nun wollte er aus Rache den ägyptischen König stürzen und konnte dabei anscheinend mit der Unterstützung Kleopatras II. rechnen. Im Namen seines Schützlings, des angeblichen Sohns Ptolemaios’ VI., wollte er in Ägypten einfallen und nahm zuvor Kontakt zu den ptolemäischen Söldnern auf, die er von früher her gut kannte. Er versprach diesen schon länger nicht ausreichend bezahlten Kriegern für einen Wechsel auf seine Seite hohen Sold. Da der Stratege Hierax, ein wichtiger Günstling Ptolemaios’ VIII, die Söldner aber rechtzeitig aus eigenen Mitteln entlohnte, scheiterte Galaistes’ Plan.

## Bürgerkrieg
Die in den 130er Jahren v. Chr. sicher weiter andauernden Spannungen zwischen den drei ägyptischen Herrschern, die sich allerdings aufgrund fehlender Quellen nicht nachweisen lassen, eskalierten schließlich wohl Ende 132 v. Chr., und Kleopatra II. rebellierte nun offen gegen ihren Bruder. So kam es zwischen den ptolemäischen Geschwistern zu einem Bürgerkrieg. Der König war anfangs in der Lage, in Alexandria weiterhin die Kontrolle auszuüben. Die damals vermutlich außerhalb der Hauptstadt weilende Kleopatra II. fing eine neue Zählung ihrer Regierungsjahre an, indem sie 132/131 v. Chr. als „Jahr 1“ bezeichnete, und führte fortan den kultischen Beinamen theá Philomḗtōr Sōtḗira („mutterliebende Retterin und Göttin“). Mit diesem Titel gemahnte sie an die Zeit mit ihrem Bruder Ptolemaios VI. Philometor und knüpfte außerdem an Ptolemaios I. an, der die Regierung der Ptolemäer über Ägypten etabliert und den Kultnamen Sōtḗr („Retter“) getragen hatte. Durch papyrologische Zeugnisse steht fest, dass Ptolemaios VIII. mindestens noch in der ersten Jahreshälfte 131 v. Chr. die Macht nicht nur über Alexandria, sondern über weitere wichtige Städte wie Memphis oder Theben behielt. Der König musste sich allerdings bald nicht nur mit der Revolte seiner Schwester, sondern auch mit einem weiteren Rebellen, Harsiese („Horus, Sohn der Isis“), auseinandersetzen. Dieser trat als Gegenkönig auf und konnte sich kurzzeitig im Sommer und Herbst 131 v. Chr. in Theben durchsetzen, verlor aber noch im November 131 v. Chr. die Kontrolle über diese Stadt. Im Jänner/Februar 130 v. Chr. sollte der Ägypter Paos, ein bedeutender Stratege Ptolemaios’ VIII., Aufständische in Hermonthis bekämpfen, doch ist weder der Ausgang des Unternehmens bekannt noch ob es sich bei den Rebellen um Sympathisanten Kleopatras II. oder Harsieses handelte.
Nicht viel später wurde Ptolemaios VIII. durch eine Revolte der sich nun auf die Seite Kleopatras II. stellenden Alexandriner vertrieben. Der König flüchtete mit Kleopatra III. nach Zypern. Mit den dortigen Soldaten, auf deren Loyalität er bauen konnte, und mit neuen Streitkräften wollte er sich gewaltsam wieder in den Besitz seines Reiches setzen. Er hatte außerdem seinen Sohn Ptolemaios Memphites zu sich genommen, damit dieser nicht zum Mitregenten Kleopatras II. erhoben werden konnte. Eine solche Maßnahme hätte nämlich die Position Kleopatras II. deutlich verbessert, die aber in dieser Lage von den Alexandrinern zur Alleinherrscherin ernannt wurde. Noch dazu zerstörten die Hauptstädter die Büsten Ptolemaios’ VIII. Der König übte Rache, indem er Memphites töten ließ und dessen sterbliche Überreste an dessen Mutter sandte. Diese erregte durch die Ausstellung des zerstückelten Leichnams ihres Sohnes den Zorn des Volkes gegen den grausamen König.
Vermutlich etwa Mitte 130 v. Chr. begann Ptolemaios VIII. mit Hilfe seiner in Zypern ausgehobenen Armee die Wiedereroberung des Nillandes. Er fand insbesondere bei der einheimischen ägyptischen Bevölkerung, die er sehr bevorzugt behandelt hatte, Unterstützung. Zu seiner Schwester hielten hingegen viele Griechen und Juden, die in Alexandria und in der Chora wohnten. Weil die Hauptstadt von Kleopatra II. kontrolliert wurde und sich dort der Alexanderpriester befand, ernannte Ptolemaios VIII. zu seiner propagandistischen Unterstützung Gegenpriester. Es gelang ihm wohl noch 130 v. Chr. die fast völlige Unterwerfung Oberägyptens, obwohl er dort nicht nur gegen Anhänger seiner Schwester, sondern auch gegen Truppen Harsieses zu kämpfen hatte. Die Herrschaft dieses letzten bekannten einheimischen Pharaos von Ägypten konnte Ptolemaios VIII. jedenfalls rasch beenden. Nachdem er spätestens 129/128 v. Chr. auch das Fajjum wieder unter seine Herrschaft gebracht hatte, beschränkte sich der Einflussbereich Kleopatras II. nur noch auf die Umgebung Alexandrias.
Die in die Defensive geratene Kleopatra II. bat ihren Schwiegersohn Demetrios II. um Beistand in dem Bürgerkrieg und versprach ihm als Lohn den Thron Ägyptens, wobei er freilich nur ihr Mitregent werden sollte. Der Seleukidenkönig ließ sich das Angebot nicht entgehen, wurde aber von Ptolemaios VIII. 129/128 v. Chr. an der ägyptischen Grenze bei Pelusion besiegt. In ihrer militärisch nun hoffnungslosen Situation flüchtete Kleopatra II. wohl bald danach, etwa 128 v. Chr., mit dem ägyptischen Staatsschatz zu Demetrios II. nach Syrien. Ptolemaios VIII. erhob jedoch Alexander II. Zabinas zum Prätendenten auf den seleukidischen Thron und unterstützte ihn militärisch hinreichend. Demetrios II. verlor 126 v. Chr. gegen Zabinas eine Schlacht bei Damaskus und wurde kurz danach auf Befehl seiner Gattin Kleopatra Thea umgebracht. Durch diese geschickte Taktik hatte der ägyptische König seinen seleukidischen Konkurrenten ebenso wie seine Schwester ausgeschaltet und außerdem etwa 127/126 v. Chr. die ungehorsame Hauptstadt Alexandria zurückerobern können.

## Erneute Herrschaft mit Ptolemaios VIII. und Kleopatra III.
Wie aus Datierungsformeln von Papyri hervorgeht, söhnte sich Kleopatra II. 124 v. Chr. überraschenderweise aus nicht genauer bekannten Motiven mit ihrem Bruder aus. Nach den Ausführungen von Iustinus könnte dieser Schritt im Zusammenhang mit einem Wechsel der Politik Ptolemaios’ VIII. gegenüber dem Seleukidenreich stehen. Alexander Zabinas agierte nämlich inzwischen zunehmend unabhängiger von seinem bisherigen Gönner und bemühte sich nicht ohne Erfolg, sich als Herrscher gegen Kleopatra Thea und deren Sohn Antiochos VIII. durchzusetzen. Daher unterstützte Ptolemaios VIII. seinen syrischen Kronprätendenten nicht länger. Stattdessen stellte er sich nun auf die Seite seiner Stieftochter Kleopatra Thea und Antiochos’ VIII. Vielleicht weil Kleopatra II. als Mutter Kleopatra Theas zu deren Partei gehörte, suchte Ptolemaios VIII. nun auch mit ihr zu einer Übereinkunft zu kommen. Zum Entschluss des ägyptischen Königs für eine Aussöhnung mit seiner Schwester mögen weitere Gründe wie die Rückführung des ptolemäischen Staatsschatzes nach Ägypten gehört haben. Jedenfalls kehrte Kleopatra II. nach Alexandria zurück und regierte wieder gemeinsam mit ihrem Bruder und ihrer Tochter Kleopatra III. Alle drei Herrscher wurden nun erneut als theoí Euergétai verehrt.
Um die nach wie vor sehr unsicheren Verhältnisse in Ägypten zu überwinden und eine dauerhafte Befriedung zu erreichen, erließ der König mit seinen beiden Mitregentinnen 118 v. Chr. eine umfassende Amnestie. Zur weiteren Versöhnung innerhalb der Herrscherdynastie wurde im gleichen Jahr die Aufnahme eines der ermordeten Kronprinzen, vermutlich des Ptolemaios Memphites, unter dem Titel theós Néos Philopátōr („neuer vaterliebender Gott“) in den Reichskult beschlossen. Die Dreierregierung von Kleopatra II., ihrem Bruder und ihrer Tochter dauerte bis zum Tod Ptolemaios’ VIII. (28. Juni 116 v. Chr.) fort.

## Mitregentin nach dem Ableben Ptolemaios’ VIII. und Tod
Nach dem Testament Ptolemaios’ VIII. hätte Kleopatra III. es sich aussuchen können, mit welchem ihrer beiden Söhne sie gemeinsam herrschen wollte. Kleopatra III. präferierte ihren jüngeren Sohn Ptolemaios X. Doch nun trat wieder der Gegensatz zu ihrer Mutter zu Tage. Kleopatra II. wünschte sich nämlich die Thronfolge ihres älteren Enkels Ptolemaios IX., den Kleopatra III. schließlich nicht nur auf Druck ihrer Mutter, sondern auch auf Verlangen der Alexandriner zum Mitregenten annehmen musste. Ferner konnte Kleopatra II. erreichen, dass sie ebenfalls an der Regierung ihrer Tochter und ihres Enkels beteiligt wurde. Das Herrschertrio trug nun den Kulttitel theoí Philomḗtōres Sōtḗres. Diesen Namen (im Singular) hatte Kleopatra II. geführt, als sie gegen ihren Bruder rebelliert hatte. Die beiden Frauen des „Triumvirats“ nahmen gegenüber Ptolemaios IX. die führende Rolle ein, da sie in Papyrusurkunden vor ihm genannt werden. Kleopatra II. starb aber kurze Zeit später (wohl vor dem März 115 v. Chr.). Vielleicht war sie auf Betreiben ihrer Tochter umgebracht worden.

## Weblink
- Biographie von Christopher Bennett